# Mbongo Sports
El Mbongo Sports es un equipo de fútbol de Congo-Kinshasa que milita en la Liga Regional de Kasaï-Oriental, una de las ligas regionales que componen la segunda categoría en el país.

## Historia
Fue fundado en la ciudad de Mbuji-Mayi y tuvo su momento de gloria en los tiempos en los que al país se le conocía como Zaire, ya que militó en la Linafoot entre las décadas de los años 1980s y mediados de los años 1990s. El Mbongo Sports no ha vuelto a la máxima categoría desde el año 2007.
Su principal logro ha sido ser finalista de la Copa de Congo en 1995, año en que perdieron ante el AS Sodigraf 0-4.
A nivel internacional han participado en un torneo continental, en la Copa CAF 1992, siendo eliminados en los cuartos de final por el eventual campeón Shooting Stars de Nigeria.

## Palmarés
- Copa de Congo: 0
  - Finalista: 1

1995

## Participación en competiciones de la CAF
| Temporada | Torneo   | Ronda            | Club            | Casa | Visita | Global      |
| --------- | -------- | ---------------- | --------------- | ---- | ------ | ----------- |
| 1992      | Copa CAF | 1                | African Stars   | 3-0  | 2-0    | 5-0         |
| 1992      | Copa CAF | 2                | Diamant Yaoundé | 0-0  | 1-1    | 1-1 (a)     |
| 1992      | Copa CAF | Cuartos de final | Shooting Stars  | 1-0  | 0-1    | 1-1 (2-3 p) |